# Robert Kerns
Robert Kerns (* 8. Juni 1932 in Detroit; † 18. Februar 1989 in Wien) war ein US-amerikanischer Bariton.

## Leben

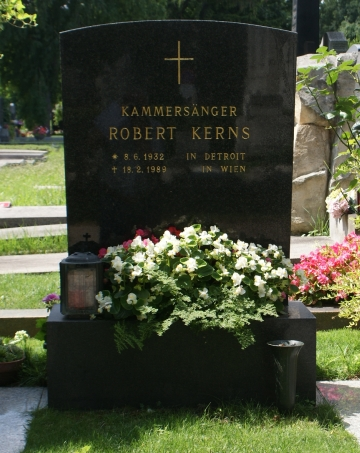
Grabstätte von Robert Kerns (Juli 2016)

Kerns studierte an der University of Michigan. Er debütierte 1955 in Toledo, Ohio, als Sharpless in Madama Butterfly. 1960 verließ er nach einem Jahr die New York City Opera und kam nach Europa an das Opernhaus Zürich. Dort sang er 1961 den Kostandis in der Uraufführung von The Greek Passion. 1963 begann er eine lange Zusammenarbeit mit der Wiener Staatsoper und gab 1964 sein Debüt am Royal Opera House als Billy Budd. Er trat 1973 an der Opéra Garnier in Paris auf und war ständiger Gast an der Deutschen Oper in Berlin.
Er war Gast beim Festival d’Aix-en-Provence und bei den Salzburger Festspielen, wo er Almavia in Le nozze di Figaro, Don Giovanni, Guglielmo in Così fan tutte, Papageno in der Zauberflöte, Alequin in Ariadne auf Naxos, sowie den Figaro in Il barbiere di Siviglia und Belcore in L’elisir d’amore spielte.
Später sang er schwere Rollen wie Germont, Posa, Ford und Falstaff, sowie Marcello, Scarpia und Onegin. In Wagner-Rollen wie Wolfram, Donner und  Amfortas kamen seine darstellerischen und stimmlichen Fähigkeiten hervor.
Robert Kerns starb im Alter von 56 Jahren und wurde auf dem Wiener Zentralfriedhof (Gruppe 30B, Reihe 15, Nummer 19) beigesetzt.